# Vasikko (ö i Mellersta Finland)
Vasikko är en ö i Finland. Den ligger i sjön Kivijärvi och i kommunen Kivijärvi i den ekonomiska regionen  Saarijärvi-Viitasaari och landskapet Mellersta Finland, i den centrala delen av landet, 300 km norr om huvudstaden Helsingfors. Öns area är 3,4 hektar och dess största längd är 380 meter i öst-västlig riktning.